# Liste der Monuments historiques in Aigrefeuille-d’Aunis
Die Liste der Monuments historiques in Aigrefeuille-d’Aunis führt die Monuments historiques in der französischen Gemeinde Aigrefeuille-d’Aunis auf.

## Liste der Objekte
| Bezeichnung                                                                                         | Beschreibung                     | Standort                        | Kennzeichnung | Schutzstatus | Datum | Bild |
| --------------------------------------------------------------------------------------------------- | -------------------------------- | ------------------------------- | ------------- | ------------ | ----- | ---- |
| Prozessionsfahne mit der Darstellung des Martyriums des heiligen Stephanus und der Madonna und Kind | Stoff, 19. Jahrhundert           | in der Kirche St-Étienne (Lage) | PM17001411    | Inscrit      | 1984  |      |
| Tabernakel in der Sakristei                                                                         | Holz, vergoldet, 18. Jahrhundert | in der Kirche St-Étienne (Lage) | PM17001410    | Inscrit      | 1984  |      |